# Liste der Wappen im Bezirk Gmünd
Diese Liste beinhaltet – geordnet nach der Verwaltungsgliederung – alle in der Wikipedia gelisteten Wappen des Bezirks Gmünd (Niederösterreich). In dieser Liste werden die Wappen mit dem Gemeindelink angezeigt. Die Fußnoten verweisen auf die Blasonierung des entsprechenden Wappens.

## Bezirk Gmünd

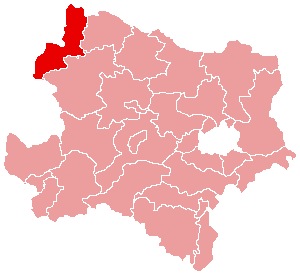
Bezirk Gmünd

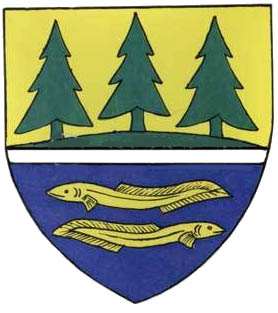
Amaliendorf-Aalfang
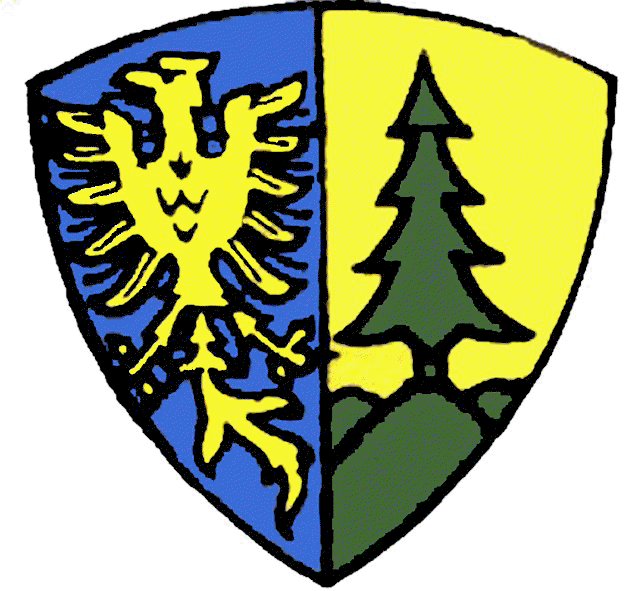
Bad Großpertholz
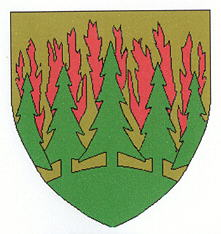
Brand-Nagelberg
Eggern[4]
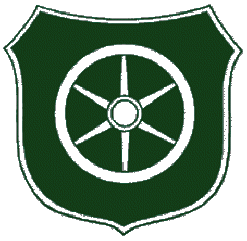
Eisgarn
Gmünd[6]
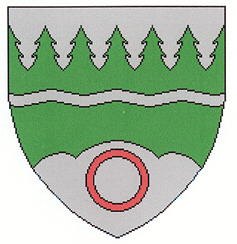
Großdietmanns
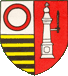
Großschönau
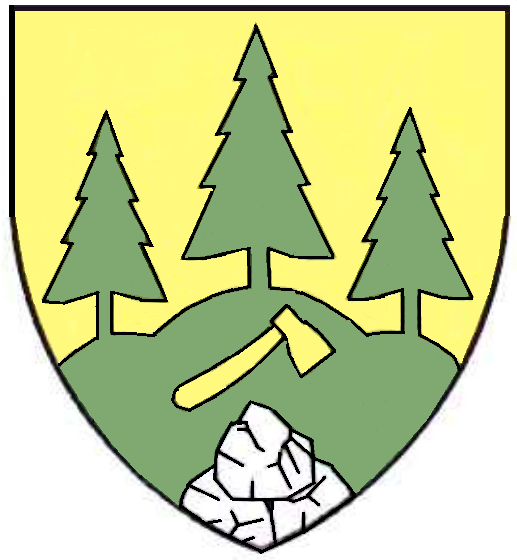
Haugschlag
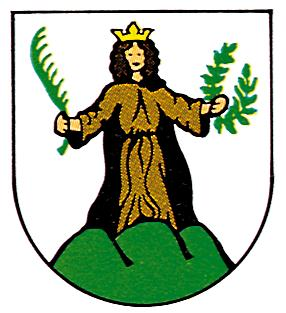
Heidenreichstein
Hirschbach[9]
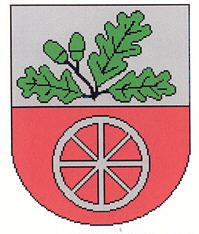
Hoheneich
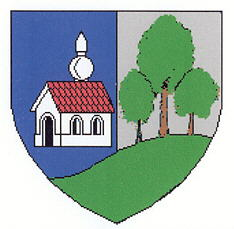
Kirchberg am Walde
Litschau[11]
Moorbad Harbach
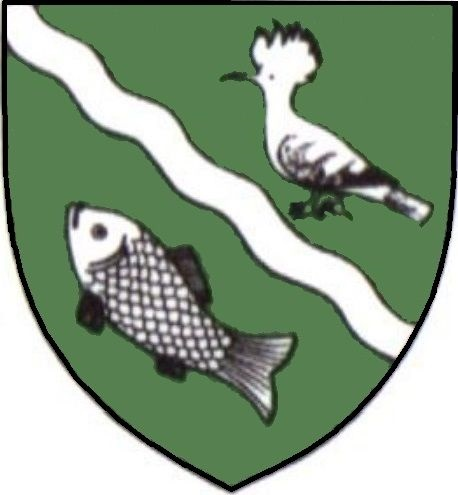
Reingers
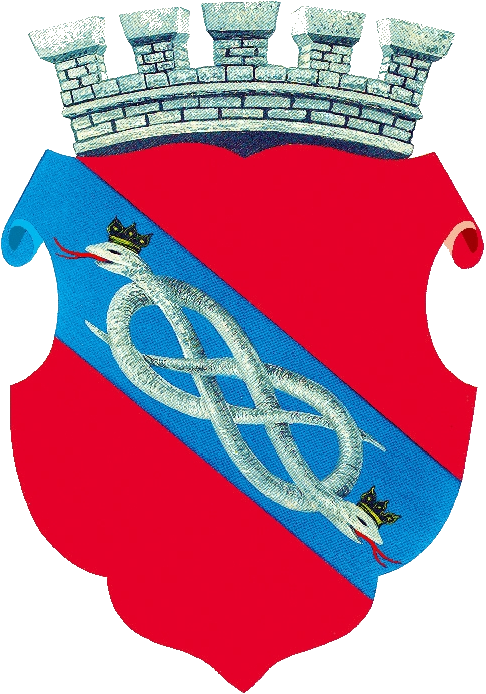
Schrems
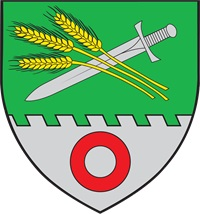
St. Martin
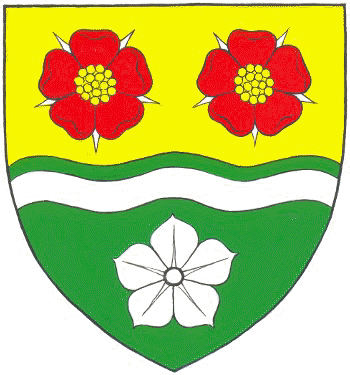
Unserfrau-Altweitra
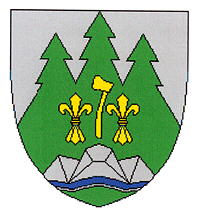
Waldenstein
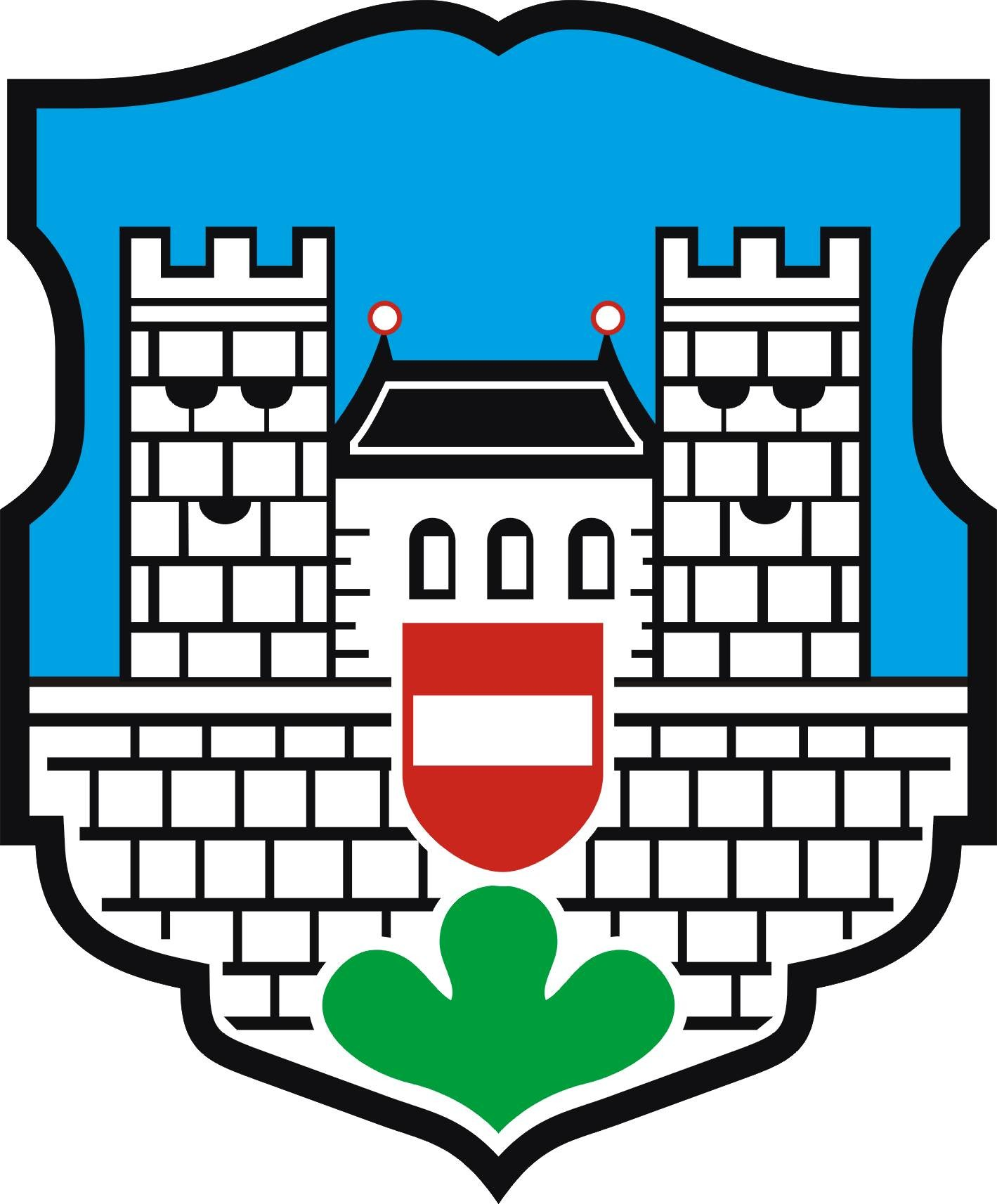
Weitra

## Blasonierungen
1. ↑  Amaliendorf-Aalfang: „Geteilt von Gold und Blau durch eine silberne Leiste, oben drei grüne Tannen auf grünem, gewölbtem Boden, unten pfahlweise zwei goldene Aale, der untere linksgewandt.“
2. ↑  Bad Großpertholz: „Gespalten von Blau und Gold, vorne ein goldener Adler, hinten ein natürlicher Dreiberg gleicher Höhe, auf dem mittleren Gipfel wachsend ein natürlicher, grüner Nadelbaum.“
3. ↑  Brand-Nagelberg: „In Gold fünf aus grünem, gewölbtem Einberg wachsende, rotlodernde, grüne Tannen.“
4. ↑  Eggern: „Gespalten von Grün und Silber, belegt mit einem sechzehnschaufligen, vierspeichigen, schräggestellten Mühlrad in verwechselten Farben.“
5. ↑  Eisgarn: „In Grün ein sechsspeichiges, silbernes Wagenrad.“
6. ↑  Gmünd: „Innerhalb eines blauen Bordes mit 26 goldenen, sechszackigen Sternen in Schwarz zwei goldene, oben mit einem, unten mit zwei roten (schwarzen) Adlern belegte Schrägbalken.“
7. ↑  Großdietmanns: „Unter silbernem Schildhaupt im Gegentannenschnitt in Grün über silbernem Dreiberg, darin ein roter Ring, ein silberner Wellenbalken.“
8. ↑  Haugschlag: „In Gold ein mit drei wachsenden Tannen - die mittlere größer - besteckter grüner Dreiberg, darin wachsend ein silberner Felsgipfel, erhöht von einer linksschrägen goldenen Axt.“
9. ↑  Hirschbach: „Über blauem Wellenschildfuß gespalten von Rot und Silber, vorne ein silberner Sparren, hinten pfahlweise eine rote Hirschstange.“
10. ↑  Hoheneich: „Geteilt von Silber und Rot, oben ein dreiblättriger, grüner Eichentrieb mit zwei Eicheln am Seitenstiel, unten ein silbernes, achtspeichiges Rad.“
11. ↑  Litschau: „In Rot zwei schräggekreuzte, bequastete, silberne Hellebarden, die Klingen belegt mit je einem roten Tatzenkreuz.“
12. ↑  Reingers: „In Grün ein silberner Wellenschrägbalken, oben ein schwarzbewehrter, silberner Wiedehopf mit schwarzen Flügelspitzen, unten ein silberköpfiger, schwarzflossiger, am Leib silbergeschuppter, schräggestellter Fisch.“
13. ↑  St. Martin: „Über silbernem Schrägzinnenschildfuß, darin ein roter Ring, in Grün ein linksschräges, gestürztes, silbernes Schwert, belegt mit drei schrägekreuzten, goldenen Ären.“
14. ↑  Unserfrau-Altweitra: „Geteilt von Gold und Grün, oben balkenweise zwei goldbebutzte, silberbespitzte rote Rosen, unten eine silberne Kartoffelblüte, erhöht durch einen silbernen Wellenbalken.“